# Clorinda
Clorinda is een plaats in het Argentijnse bestuurlijke gebied Pilcomayo in de provincie Formosa. De plaats telt 47.240 inwoners.